# Улица Григория Хандзтели
Улица Григория Хандзтели (груз. გრიგოლ ხანძთელის ქუჩა) — улица в Тбилиси, в историческом районе Старый город, от улицы Вахтанга Беридзе до Хлебной площади.
Протяжённость улицы около 300 метров.

## История
Современное название в честь грузинского православного подвижника святого Григория Хандзтели (759—861). Прежнее название — Большая Норашенская, по церкви Норашен.
Указана Александром Пищевичем на городском плане 1785 года. На плане города 1867 года указана как улица Норашен. В 1923 году — Хазира (тифлисский ашуг), в 1930-х годах — Александра Мясникова, с 1991 года — Григория Хандзтели.
Улица известна также как один из тифлисских адресов Сталина.

## Достопримечательности

Церковь Норашен

Церковь Норашен.